# فلتسهايم
ولتسهايم (بالألمانية: Welzheim) هي مدينة وبلدة ألمانية تقع في مقاطعة ريمس مور في ألمانيا. يقدر عدد سكانها بـ 11,171 نسمة .